# Kariem Hussein
Kariem Hussein (* 4. ledna 1989, Münsterlingen) je švýcarský atlet, který se specializuje na překážkové tratě, mistr Evropy v běhu na 400 metrů překážek z roku 2014.

## Kariéra
Při svém startu na mistrovství Evropy v Helsinkách v roce 2012 postoupil do semifinále běhu na 400 metrů překážek. O dva roky později v Curychu se už na této trati stal evropským šampionem.

## Osobní rekordy
- 110 m překážek – 14,51 s – 2011
- 400 m překážek – 48,96 s – 2014